# Biblioteca Nacional de Etiopía
La Biblioteca y Archivos Nacionales de Etiopía se encuentran en la capital del país, Addis Abeba, Etiopía. Su fundación acaeció en 1944, durante el imperio de Haile Selassie. Inicialmente la biblioteca se nutrió de las donaciones del Negus, aunque en 1976, se estableció la obligación legal de depositar tres copias de cada libro editado en el país en la Biblioteca. En la actualidad es gestionada por el Ministerio de Cultura y Turismo. Los Archivos se establecieron en el año 1979, e incluyen muy valiosas obras manuscritas de los siglos medievales (ss. XIV y XV) y parte significativa del archivo imperial.